# Mistrzostwa Europy we Wspinaczce Sportowej 2022
15. Mistrzostwa Europy we wspinaczce sportowej odbywały się w dniach 11-18 sierpnia 2022 w Monachium w Niemczech. 
Mistrzostwa były częścią Mistrzostw Europejskich 2022.

## Wyniki
| Konkurencje              | Złoto                | Srebro               | Brąz                 | Źródło               |
| Konkurencje mężczyzn     | Konkurencje mężczyzn | Konkurencje mężczyzn | Konkurencje mężczyzn | Konkurencje mężczyzn |
| ------------------------ | -------------------- | -------------------- | -------------------- | -------------------- |
| bouldering               | Nicolai Uznik        | Sam Avezou           | Adam Ondra           | [ 3 ]                |
| prowadzenie              | Adam Ondra           | Luka Potočar         | Alberto Ginés López  | [ 4 ]                |
| wsp. na czas             | Danyjił Bołdyrew     | Marcin Dzieński      | Guillaume Moro       | [ 5 ]                |
| bouldering i prowadzenie | Jakob Schubert       | Adam Ondra           | Alberto Ginés López  | [ 6 ]                |
| Konkurencje kobiet       |                      |                      |                      |                      |
| bouldering               | Janja Garnbret       | Hannah Meul          | Oriane Bertone       | [ 7 ]                |
| prowadzenie              | Janja Garnbret       | Jessica Pilz         | Manon Hily           | [ 8 ]                |
| wsp. na czas             | Aleksandra Mirosław  | Aleksandra Kałucka   | Natalia Kałucka      | [ 9 ]                |
| bouldering i prowadzenie | Janja Garnbret       | Mia Krampl           | Jessica Pilz         | [ 10 ]               |

## Klasyfikacja medalowa
*   Gospodarz ( Niemcy)
| Miejsce | Reprezentacja | Złoto | Srebro | Brąz | Razem |
| ------- | ------------- | ----- | ------ | ---- | ----- |
| 1       | Słowenia      | 3     | 2      | 0    | 5     |
| 2       | Austria       | 2     | 1      | 1    | 4     |
| 3       | Polska        | 1     | 2      | 1    | 4     |
| 4       | Czechy        | 1     | 1      | 1    | 3     |
| 5       | Ukraina       | 1     | 0      | 0    | 1     |
| 6       | Francja       | 0     | 1      | 3    | 4     |
| 7       | Niemcy*       | 0     | 1      | 0    | 1     |
| 8       | Hiszpania     | 0     | 0      | 2    | 2     |
| Razem   | Razem         | 8     | 8      | 8    | 24    |